# Municipio de Prairie (condado de Hot Spring)
El municipio de Prairie (en inglés: Prairie Township) es un municipio ubicado en el condado de Hot Spring en el estado estadounidense de Arkansas. En el año 2010 tenía una población de 1111 habitantes y una densidad poblacional de 19,06 personas por km².

## Geografía
El municipio de Prairie se encuentra ubicado en las coordenadas 34°14′34″N 92°59′46″O / 34.24278, -92.99611. Según la Oficina del Censo de los Estados Unidos, el municipio tiene una superficie total de 58.3 km², de la cual 57,93 km² corresponden a tierra firme y (0,63 %) 0,37 km² es agua.

## Demografía
Según el censo de 2010, había 1111 personas residiendo en el municipio de Prairie. La densidad de población era de 19,06 hab./km². De los 1111 habitantes, el municipio de Prairie estaba compuesto por el 98,56 % blancos, el 0,45 % eran afroamericanos, el 0,27 % eran amerindios, el 0,09 % eran asiáticos y el 0,63 % eran de una mezcla de razas. Del total de la población el 0,54 % eran hispanos o latinos de cualquier raza.